# 15030 Matthewkroll
15030 Matthewkroll eller 1998 VA15 är en asteroid i huvudbältet som upptäcktes den 10 november 1998 av LINEAR i Socorro County, New Mexico. Den är uppkallad efter Matthew Jay Kroll.
Asteroiden har en diameter på ungefär 7 kilometer.